# Dallwatsonia felliana
Dallwatsonia felliana är en gräsart som beskrevs av Bryan Kenneth Simon. Dallwatsonia felliana ingår i släktet Dallwatsonia, och familjen gräs. Inga underarter finns listade i Catalogue of Life.